# Nhật ký bán máu
Nhật ký bán máu (tiếng Hàn: 허삼관; Hanja: 許三觀; Romaja: Heosamgwan) là một bộ phim Hàn Quốc năm 2015 dựa trên nguyên tác từ tiểu thuyết Hứa Tam Quan bán máu của nhà văn người Trung Quốc Dư Hoa. Bộ phim lấy bối cảnh Hàn Quốc những năm 50, do Ha Jung-woo đồng biên kịch và đạo diễn, đồng thời tham gia với vai trò nam chính.

## Cốt truyện
Phim lấy bối cảnh xã hội Hàn Quốc vào thời điểm những năm 50 tại một ngôi làng ngay sau Chiến tranh Triều Tiên, xoay quanh Heo Sam Gwan một anh chàng nghèo làm thuê, trong một lần tình cờ đã gặp cô gái đẹp nhất làng là Heo Ok Ran và đem lòng tuơng tư, từ đó anh quyết tâm tán đổ được cô gái này. Sau cùng Heo Sam Gwan đã bán máu của mình để có tiền và lấy được cô về, 11 năm sau họ đã có với nhau 3 cậu con trai kháu khỉnh. Nhưng rồi bắt đầu có những tin đồn rằng đứa con trai cả của Heo Sam Gwan không phải là máu mủ của anh bắt đầu lan truyền phá vỡ những ngày hạnh phúc của gia đình họ. 

## Diễn viên
- Ha Jung-woo vai Heo Sam-gwan
- Ha Ji-won vai Heo Ok-ran
- Nam Da-reum vai Heo Il-rak
- Noh Kang-min vai Heo Yi-rak
- Cheon Hyeon-seok vai Heo Sam-rak
- Jeon Hye-jin vai Cô Song
- Jang Gwang vai Ông Choi
- Min Moo-je vai Ha So-yong
- Joo Jin-mo vai chú
- Sung Dong-il vai Ông Bang
- Jung Man-sik vai Ông Shim
- Cho Jin-woong vai Ông Ahn
- Kim Sung-kyun vai Geun-ryong
- Kim Jae-young vai Ông Jo
- Lee Ji-hoon vai Ông Gye
- Kim Young-ae vai mẹ Gye-hwa's
- Lee Geung-young vai bố Ok-ran's
- Kim Byung - ok
- Jung Ui-kap vai Ascetic Moon
- Choi Kyu-hwan vai Postman
- Kim Gi-cheon vai Elder Dae-ji
- Min Kyeong-jin vai Elder Jang-ki
- Jo Seon-mook vai Restaurant owner
- Hwang Bo-ra vai Gye-hwa
- Lee Seung-joon  vai Dongdaemun Jeil hospital security guard 1
- Yoon Eun-hye vai Im Boon-bang (Khách mời)[12]

## Phòng vé
Bộ phim công chiếu vào ngày 15 tháng 1 năm 2015, xếp thứ tư tại phòng vé Hàn Quốc. Trong năm ngày đầu tiên phim đã thu về 4,26 triệu đô la Mỹ với 582.000 lượt người xem. Sau khi công chiếu kết thúc phim có tổng doanh thu là 6,6 triệu đô la Mỹ với 955.206 lượt xem.

## Giải thưởng và đề cử
| Năm  | Giải thưởng                               | Hạng mục                                            | Trao cho    | Kết quả |
| ---- | ----------------------------------------- | --------------------------------------------------- | ----------- | ------- |
| 2015 | Liên hoan phim quốc tế Gwangju lần thứ 15 | Đạo diễn trẻ châu Á - Thái Bình Dương xuất sắc nhất | Ha Jung-woo | Đề cử   |
| 2016 | Giải thưởng Điện ảnh Max lần thứ 11       | Nam diễn viên mới xuất sắc nhất                     | Nam Da-reum | Đề cử   |